# 马尼尔瓦
马尼尔瓦，是西班牙安达卢西亚自治区马拉加省的一个市镇。 总面积35平方公里，总人口6303人（2001年），人口密度180人/平方公里。